# Kruskalův algoritmus
Kruskalův algoritmus (v České republice se někdy mylně zaměňuje s Borůvkovým algoritmem, ten ale funguje odlišně) je jeden z algoritmů využívaných v teorii grafů k nalezení minimální kostry grafu, jehož hrany mají nezáporné ohodnocení (délku). U souvislého grafu hledá podmnožinu hran, která tvoří strom obsahující všechny uzly, s tím, že celková váha (součet délek) hran grafu je minimální. V případě grafu o více komponentách, algoritmus hledá les minimálních koster, tedy minimální kostru každé komponenty. Kruskalův algoritmus je příkladem hladového algoritmu.

## Historie
Algoritmus byl poprvé publikován Josephem B. Kruskalem, zaměstnancem Bellových Laboratoří, v roce 1956. Kruskal v úvodu své práce odkazuje na článek Otakara Borůvky, který pojednává o existenci jediné minimální kostry pro graf s hranami ohodnocenými různými nezápornými čísly.
Kruskal svůj algoritmus popsal následujícím způsobem:
Postup A:
- Opakuj následující kroky, dokud je to možné:
- Z hran grafu {\displaystyle G}, které dosud nebyly vybrány, vyber nejkratší hranu, která nevytváří žádnou kružnici s hranami již vybranými.
- Množina vybraných hran je kostrou grafu {\displaystyle G}, která je navíc minimální

V roce 1957 tento algoritmus popsali Loberman a Weinberger, těsně před zveřejněním se autoři o Kruskalově práci dověděli, kvůli detailnějšímu popisu problému a obecnější formulaci však svou práci publikovali.
Ve své práci Kruskal zmiňuje variaci postupu A, ve kterém se opakovaně odebírá nejdelší hrana z grafu, která ještě nezpůsobí rozpad grafu na více podgrafů. Tímto ekvivalentním postupem můžeme také vytvořit minimální kostru grafu.
Postup A':
- Opakuj následující kroky, dokud je to možné:
- Z hran {\displaystyle G}, které dosud nebyly vybrány, vyber nejdelší, která je nerozpojí.
- Množina nevybraných hran je minimální kostrou grafu {\displaystyle G}.

Tento alternativní postup byl v roce 1961 nezávisle popsán A. Kotzigem.
Postup B:
Jako obecnější postup pro podmnožinu uzlů grafu formuloval Kruskal postup B:
- Nechť V je libovolná pevná (neprázdná) podmnožina uzlů grafu {\displaystyle G}, potom opakuj následující kroky, dokud je to možné:
- Z hran grafu {\displaystyle G}, které dosud nebyly vybrány, ale jsou spojeny s uzlem z {\displaystyle V} nebo s hranou grafu, která již byla vybrána, vyber nejkratší hranu, která nevytváří kružnice s hranami již vybranými.
- Množina vybraných hran je kostrou grafu {\displaystyle G}, která je navíc minimální. V případě, že {\displaystyle V} je množina všech vrcholů grafu {\displaystyle G}, stává se z obecnějšího postupu B postup A.

Kruskal se ve své práci také zamýšlí nad existencí „duálního“ postupu k B, stejně jako je tomu v případě postupů A a A'. Požadovanou formulaci přináší Rosenstiehl v roce 1967.
První, kdo formuloval postup B byl Vojtěch Jarník v roku 1930, obvykle je přisuzován Robertu Primovi, který formuloval obecně kategorii těchto algoritmů, z výpočtového hlediska, ale preferoval (stejně jako později Edsger Dijkstra) použití postupu B.
Kruskalův původní důkaz předpokládá různé ohodnocení hran grafu.

## Algoritmus
Ekvivalentně můžeme algoritmus popsat tak, že se vždy vybírá taková hrana, která má ze všech možných hran spojujících dva různé podstromy ve vytvářené kostře tu nejmenší váhu.
- vytvoř les {\displaystyle F} (množinu stromů), ve kterém je každý uzel grafu samostatným podstromem
- vytvoř množinu {\displaystyle S} obsahující všechny hrany grafu
- dokud je množina {\displaystyle S} neprázdná
  - z množiny {\displaystyle S} odeber hranu s minimální váhou
  - pokud tato hrana spojuje dva různé podstromy, přidej ji do lesa {\displaystyle F}, tak že tyto podstromy sluč do jednoho
  - v jiném případě hranu zahoď

Po skončení běhu algoritmu obsahuje les jedinou komponentu, tvořící minimální kostru grafu.

## Složitost
Časová složitost závisí na způsobu implementace řazení a operací s množinovým rozkladem. Pro graf {\displaystyle G} s počtem uzlů {\displaystyle U} a hran {\displaystyle H} je složitost algoritmu {\displaystyle O(U\log U)}, což je asymptoticky ekvivalentní s {\displaystyle O(H\log U)}.
Hrany seřadíme některým z řadících algoritmů podle vah v čase {\displaystyle O(H\log H)}, to umožní algoritmu odstranit hranu s minimální vahou v konstantním čase. Pro zaznamenání informací příslušnosti uzlů k jednotlivým komponentám využijeme datovou strukturu disjoint-set (viz Disjoint-set data structure). V této datové struktuře můžeme pro vyhledávání a spojování (sjednocení) využít union-find, které mají složitost {\displaystyle O(U)}. Algoritmus udělá pro každou hranu dvě operace vyhledávání a jednu operaci sjednocení. I jednodušší datové struktury umožňují dosáhnout celkovou složitost {\displaystyle O(H\log H)=O(H\log U)}.
Pokud jsou hrany již seřazeny, nebo je dokážeme seřadit v lineárním čase, může pomocí sofistikovanějších datových struktur dosáhnout složitost {\displaystyle O(H\alpha (U))}, kde {\displaystyle \alpha } je inverzní Ackermannova funkce.

## Příklad
|  | Původní ohodnocený graf. Čísla poblíž hran označují jejich cenu. Žádná hrana zatím není označena. |
|  | AD a CE jsou hrany s nejmenší délkou. Můžeme zvolit libovolnou z dvou hran. Označíme hranu AD. |
|  | Nejkratší neoznačenou hranou je CE s délkou 5. Označíme hranu CE. |
|  | Nejkratší neoznačenou hranou je DF s délkou 6. Označíme hranu DF. |
|  | Následující nejkratší hranou jsou AB a BE s délkou 7. Vybereme hranu AB. Hranu BD označíme červeně, protože mezi B a D již existuje cesta označená zelenou barvou, přidání hrany BD do výběru by způsobilo vznik nežádoucí kružnice ABD. |
|  | Proces pokračuje označením následující nejkratší hrany BE. Tři hrany jsou následně označené červeně, protože BC by mohla vytvořit kružnici BCE, DE kružnici DEBA a FE kružnici FEBAD.                                                    |
|  | Hledání minimální kostry končí přidáním hrany EG. Následující výběr jakékoliv jiné hrany by způsobil vznik kružnice a výsledek by již nebyl kostrou grafu.                                                                               |

## Důkaz správnosti
Bez újmy na obecnosti můžeme graf považovat za úplný. Pokud by byl graf neúplný, jednoduše nahradíme hrany, které jsou jeho doplňkem do úplného grafu, za hrany s neporovnatelně větším ohodnocením.
Důkaz se skládá ze dvou částí. První dokazuje, že algoritmus na výstupu skutečně vytvoří kostru. Druhá část důkazu je potvrzením, že kostra je skutečně minimální.

### Důkaz vytvoření kostry
Nechť {\displaystyle P} je souvislý graf s ohodnocenými hranami a {\displaystyle Y} je podgrafem {\displaystyle P} vytvořeným Kruskalovým algoritmem. {\displaystyle Y} nemůže obsahovat kružnici, protože poslední hrana přidána do kružnice by spojovala ten samý podstrom a ne dva rozdílné, co je podmínkou pro přidání nové hrany. {\displaystyle Y} nemůže být nesouvislý, protože hrany přidané do {\displaystyle Y} slučující podstromy byly do {\displaystyle Y} přidány, z toho plyne, že {\displaystyle Y} je kostrou grafu {\displaystyle P}.

### Důkaz minimální kostry
Provedeme důkaz sporem. Nechť {\displaystyle Y} je kostrou, ale ne minimální, zkoumaného grafu a {\displaystyle Y_{1}} minimální kostrou grafu, která má nejmenší počet takových hran, které se nenacházejí v {\displaystyle Y}. Nechť {\displaystyle e} je hrana, která by byla jako první přidána algoritmem do {\displaystyle Y}, z těch které nejsou v {\displaystyle Y_{1}}. {\displaystyle Y_{1}\cup {e}} tvoří kružnici. Jelikož {\displaystyle Y} je strom, nemůže obsahovat kružnici. Proto musí zmíněné sjednocení obsahovat hranu {\displaystyle f}, která v {\displaystyle Y} není obsažena. {\displaystyle Y_{2}=Y_{1}\cup {e}\setminus {f}} je také kostrou grafu a jeho celkové ohodnocení nemůže být menší než ohodnocení {\displaystyle Y_{1}}, proto {\displaystyle e} nemůže mít menší ohodnocení než {\displaystyle f}.
Dalším využitím důkazu sporem dokážeme, že ohodnocení hrany {\displaystyle f} nemůže být menší než ohodnocení hrany {\displaystyle e}. Předpokládejme opak ({\displaystyle f} má menší ohodnocení jako {\displaystyle e}) a pamatujme, že hrany mají být přidány do {\displaystyle Y} v pořadí jejich neklesajících ohodnocení. Proto by bylo {\displaystyle f} testováno pro přidání do podlesu {\displaystyle Y_{3}\subset Y\cap Y_{1}} před {\displaystyle e} ({\displaystyle e} je první hrana {\displaystyle Y}, která není v {\displaystyle Y_{1}}). Hrana {\displaystyle f} ale nevytvoří kružnici v {\displaystyle Y_{1}}, proto nemůže vytvořit ani kružnici v {\displaystyle Y_{3}} a byla by přidána do vytvářeného stromu.
Z předchozích úvah plyne, že ohodnocení {\displaystyle e} a {\displaystyle f} jsou stejné a {\displaystyle Y_{2}} je minimální kostrou, ale {\displaystyle Y_{2}} má o jednu společnou hranu s {\displaystyle Y} víc, než má {\displaystyle Y_{1}}, co je ve sporu s výběrem {\displaystyle Y_{1}} za minimální kostru grafu.

## Pseudokód
```
1 Kruskal(G,w)
[
9
]

2 A := ∅ Vybraná kostra zatím prázdná,
3     
for
 každý uzel u ∈ U //pro každý uzel se vytvoří samostatný podstrom
4         
do
 MAKE-SET(u) 
5   uspořádej H do neklesající posloupnosti podle váhy w
6   
for
 každou hranu [u, v] ∈ H v pořadí neklesajících vah
7     
do
 
if
 FIND-SET(u) != FIND-SET(v) //Hrana [u, v] je vhodná, přidej ji do kostry a spoj odpovídající podstromy
8         
then
 A := A ∪ {[u, v]} 
9             UNION(u, v)
10  
return
 A
```